# Magy
Magy är en ort (by) i provinsen Szabolcs-Szatmár-Bereg i östra Ungern. Orten har 851 invånare (2024), på en yta av 20,70 km². Den ligger cirka 20 kilometer öster om Nyíregyháza.